# Goomba
Goomba (クリボー, Kuribō) is een fictief videospelpersonage, gecreëerd door Nintendo en valt te beschrijven als een klein bruin paddenstoelvormig wezen met dikke wenkbrauwen en twee slagtanden vanuit zijn onderkaak. Goomba's zijn veel voorkomende vijanden in TheMushroom Kingdom en kunnen verslagen worden door erop te springen. Er zijn diverse ondersoorten van de Goomba's. De leider van de Goomba's gaat onder de naam Goomboss. 

## Varianten
Een Paragoomba is een vliegende Goomba. Het enige verschil tussen normale Goombas en Paragoomba's is dat Paragoomba's twee witte vleugels hebben. In Super Mario Bros. 3 kunnen ze mini-Goomba's laten vallen die zich aan Mario vastklampen waardoor hij erg wordt gehinderd in zijn bewegingen. Ook in Super Mario Bros. 3 komt de zeldzame schoen-Goomba voor, in level 5-3. Deze springt rond in een groene schoen. Mario kan deze Goomba uit de schoen stoten door tegen een baksteen te springen terwijl de schoen-Goomba erop staat. Vervolgens kan Mario de schoen in dit level zelf gebruiken.

## Spellen met Goomba
Dit artikel of overzicht is mogelijk incompleet; u kunt helpen door het uit te breiden.
| Spel                                               | Platform          |
| -------------------------------------------------- | ----------------- |
| Super Mario Bros.                                  | NES               |
| Super Mario Bros. 3                                | NES               |
| Super Mario Land 2: 6 Golden Coins                 | Game Boy          |
| Super Mario World                                  | SNES              |
| Super Mario World 2: Yoshi's Island                | SNES              |
| Super Mario 64                                     | Nintendo 64       |
| Paper Mario                                        | Nintendo 64       |
| Super Smash Bros. Melee                            | Nintendo GameCube |
| Paper Mario: The Thousand-Year Door                | Nintendo GameCube |
| Mario Kart: Double Dash!!                          | Nintendo GameCube |
| Super Mario 64 DS                                  | Nintendo DS       |
| Mario Superstar Baseball                           | Nintendo GameCube |
| Super Mario Galaxy                                 | Wii               |
| Super Paper Mario                                  | Wii               |
| Mario Kart DS                                      | Nintendo DS       |
| New Super Mario Bros.                              | Nintendo DS       |
| Mario Party DS                                     | Nintendo DS       |
| Mario & Sonic op de Olympische Spelen              | Wii Nintendo DS   |
| Super Smash Bros. Brawl                            | Wii               |
| Mario Kart Wii                                     | Wii               |
| Mario Super Sluggers                               | Wii               |
| Mario & Sonic op de Olympische Winterspelen        | Wii Nintendo DS   |
| Mario & Luigi: Bowser's Inside Story               | Nintendo DS       |
| New Super Mario Bros. Wii                          | Wii               |
| Super Mario Galaxy 2                               | Wii               |
| Super Mario 3D Land                                | Nintendo 3DS      |
| Mario Kart 7                                       | Nintendo 3DS      |
| Mario & Sonic op de Olympische Spelen: Londen 2012 | Wii Nintendo 3DS  |
| New Super Mario Bros. 2                            | Nintendo 3DS      |
| New Super Mario Bros. U                            | Wii U             |
| Mario & Luigi: Partners in Time                    | Nintendo DS       |
| Mario & Luigi: Bowser's Inside Story               | Nintendo DS       |
| Super Mario Odyssey                                | Nintendo Switch   |
| Super Mario Bros. Wonder                           | Nintendo Switch   |